# Rob van Eeden
Rob van Eeden (Den Haag, 19 augustus 1946) is een Nederlands schrijver, bekend geworden door de Vrekkenkrant.

## Studie en werk
Van Eeden studeerde af als bedrijfssocioloog aan de Erasmus Universiteit Rotterdam. Hij werkte onder andere als ambtenaar op een ministerie, sociaal wetenschapper bij Stimezo Nederland, doctoraal docent aan de Erasmus Universiteit, directielid van een (milieu)ingenieursbureau en outplacementconsulent. Daarna was hij partner bij een loopbaanadviesbureau en samen met zijn vrouw Hanneke van Veen actief via internet met consumentenvoorlichting over sparen en van spaarbank veranderen. Sinds enkele jaren richten hij en zijn vrouw zich op vergroening van binnensteden, ter bestrijding van het hitte-eilandeffect.

## Publicaties
Na het verschijnen in 1992 van de eerste Vrekkenkrant, waarin op humoristische wijze een zuinige/sobere levensstijl werd gepromoot, werden Van Eeden en Van Veen in de Nederlandse media bekend als 'Vrekkenechtpaar'. De jaren erna belichtten talloze kranten, tijdschriften, boeken en radio- en tv-programma’s de levenswijze van het stel. Lezingen en cursussen in binnen- en buitenland volgden. In 2002 stapten ze uit het bestuur van de stichting Zuinigheid met Stijl, er waren inmiddels genoeg mensen om de 'consuminderkar' verder te trekken. De Vrekkenkrant is inmiddels overgegaan in het blad Genoeg, met een oplage van 10.000. 
Van april 2006 tot einde 2008 schreef Van Eeden in VolkskrantBanen de rubriek De Loopbaancoach. Zijn boek Netwerken werkt, op weg naar de baan die je wilt (2004) beleefde begin 2020 zijn 27ste druk, waarmee meer dan 52.500 exemplaren van het boek werden verkocht.
Sinds eind 2007 helpt hij spaarders om hun spaargeld goed onder te brengen, door middel van de samen met Hanneke van Veen opgerichte website "Van spaarbank veranderen". Van januari 2011 tot februari 2013 schreven zij een wekelijkse column over geld- en andere zaken voor Tros Radar. In mei 2011 startten zij de website Verhuis je geld!, geïnspireerd door de Amerikaanse website Move Your Money, opgericht door Arianna Huffington om mensen te helpen bij het kiezen van en overstappen naar een andere bank. Daarna was hij samen met zijn vrouw initiatiefnemer van verschillende websites, waaronder meergroenzelfdoen.nl, gericht op vergroening van (vooral) stedelijke gebieden en hitte-eilanden.nl, waar het probleem van extreme opwarming van binnensteden voor een breed publiek wordt uitgelegd, evenals wat ertegen te doen valt.